# Casa al carrer del Port, 24 (l'Escala)
La Casa al carrer del Port, 24 és una obra de l'Escala (Alt Empordà) inclosa a l'Inventari del Patrimoni Arquitectònic de Catalunya.

## Descripció
Situada dins del nucli antic de la població de l'Escala, a la part est del terme, formant cantonada entre el carrer del Port i el passatge del Pati Blau.
Edifici de planta rectangular format per dos cossos adossats, amb la coberta de dues vessants el cos posterior i plana el davanter, encarat aquest al carrer del Port. Està distribuït en planta baixa i dos pisos. La façana principal presenta totes les obertures rectangulars, emmarcades amb carreus de pedra ben desbastats. A la planta baixa, el portal d'accés i al costat, amb l'ampit arrodonit i reixa de ferro treballada. Al primer pis hi ha un balcó exempt, que presenta la llosana motllurada i la barana de ferro decorada. També hi ha una finestra amb l'ampit motllurat i sobresortit. A la planta superior hi ha dues finestres amb els ampits treballats. La façana està rematada amb una cornisa rectilínia motllurada, damunt la qual s'assenta la barana d'obra del terrat. La façana lateral només presenta dues finestres rectangulars, emmarcades amb carreus de pedra. La del pis superior té l'ampit motllurat.
L'edifici està bastit amb pedra de diverses mides, lligada amb morter de calç. Damunt dels paraments hi ha un revestiment arrebossat, que en el cas de la façana principal presenta decoració a les cantonades.